# Back to Mine
Back to Mine — название серии музыкальных сборников, созданных музыкантами и диджеями, известными в мире электронной музыки, на основе своих собственных музыкальных предпочтений. Серия издана международной организацией Disco Mix Club.

## Сборники
1. Back to Mine: Nick Warren — сборник Ника Уоррена (1 февраля 1999)
2. Back to Mine: Dave Seaman — сборник Дейва Симэна (31 мая 1999)
3. Back to Mine: Danny Tenaglia — сборник Дэнни Тенаглии (18 октября 1999)
4. Back to Mine: Groove Armada — сборник дуэта Groove Armada (6 марта 2000)
5. Back to Mine: Faithless — сборник группы Faithless (16 октября 2000)
6. Back to Mine: Everything But The Girl — сборник группы Everything but the Girl (23 апреля 2001)
7. Back to Mine: Morcheeba — сборник группы Morcheeba (23 июля 2001)
8. Back to Mine: Talvin Singh — сборник Тальвина Сингха (15 октября 2001)
9. Back to Mine: M. J. Cole — сборник M. J. Cole (25 марта 2002)
10. Back to Mine: Orbital — сборник группы Orbital (24 июня 2002)
11. Back to Mine: New Order — сборник группы New Order (30 сентября 2002)
12. Back to Mine: The Orb — сборник группы The Orb (27 января 2003)
13. Back to Mine: Underworld — сборник группы Underworld (28 июля 2003)
14. Back to Mine: Tricky — сборник Tricky (15 сентября 2003)
15. Back to Mine: Audio Bullys — сборник группы Audio Bullys (10 ноября 2003)
16. Back to Mine: Death in Vegas — сборник группы Death in Vegas (26 января 2004)
17. Back to Mine: Richard X — сборник Richard X (5 апреля 2004)
18. Back to Mine: Lamb — сборник группы Lamb (5 июля 2004)
19. Back to Mine: Carl Cox — сборник Карла Кокса (25 октября 2004)
20. Back to Mine: Pet Shop Boys — сборник группы Pet Shop Boys (25 апреля 2005)
21. Back to Mine: Adam Freeland — сборник Адама Фрилэнда (25 июля 2005)
22. Back to Mine: Roots Manuva — сборник Рутса Манува (24 октября 2005)
23. Back to Mine: Liam Prodigy — сборник Лайэма Хаулетта из группы The Prodigy (30 января 2006)
24. Back to Mine: Mercury Rev — сборник группы Mercury Rev (23 октября 2006)
25. Back to Mine: Röyksopp — сборник дуэта Röyksopp (2 апреля 2007)
26. Back to Mine: Bugz in the Attic — сборник группы Bugz in the Attic (31 июля 2007)
27. Back to Mine: Guillemots — сборник группы Guillemots (8 октября 2007)
28. Back to Mine: Krafty Kuts — сборник Krafty Kuts (28 января 2008)
29. Back to Mine: Nightmares on Wax — сборник Nightmares on Wax (25 января 2019)
30. Back to Mine: Jungle — сборник группы Jungle (18 октября 2019)
31. Back to Mine: Fatboy Slim — сборник Fatboy Slim (06 ноября 2020)
32. Back to Mine: Horse Meat Disco — сборник Horse Meat Disco (22 мая 2022)
33. Back to Mine: Tycho — Tycho (30 сентября 2022)

## Похожие серии
- DJ-Kicks
- Late Night Tales
- Solid Steel
- Badmeaningood